# لوکاس دیارت
لوکاس دیارت (انگلیسی: Lucas Diarte؛ زادهٔ ۴ ژوئن ۱۹۹۳) بازیکن فوتبال اهل آرژانتین است.
از باشگاه‌هایی که در آن بازی کرده‌است می‌توان به باشگاه فوتبال استودیانتس اشاره کرد.